# 紫紅達里奧鱸
紫紅達里奧鱸（学名：Dario dayingensis）为辐鳍鱼纲棘鳍总目鲈形目棕鱸科達里奧鱸属的鱼类。分布于中国云南，多栖息于山涧小溪。性好斗。曾被归入南鲈科。体长可达2-4厘米。易与火焰变色龍(印度達里奧鱸)或藍帆變色龍(无线棕鲈)混淆。

## 生境
生活于水草丰茂的淡水中，仅分布于中国云南。

## 经济价值
可作为观赏鱼，商品名为 “盈江变色龙”、“中国变色龙”、“大盈江變色龍”、“金橘变色龙”。适合在酸性水中生活，喜食活饵，常见于隐蔽处。底层活动，体色可随环境而改变。